# Heiko Börner

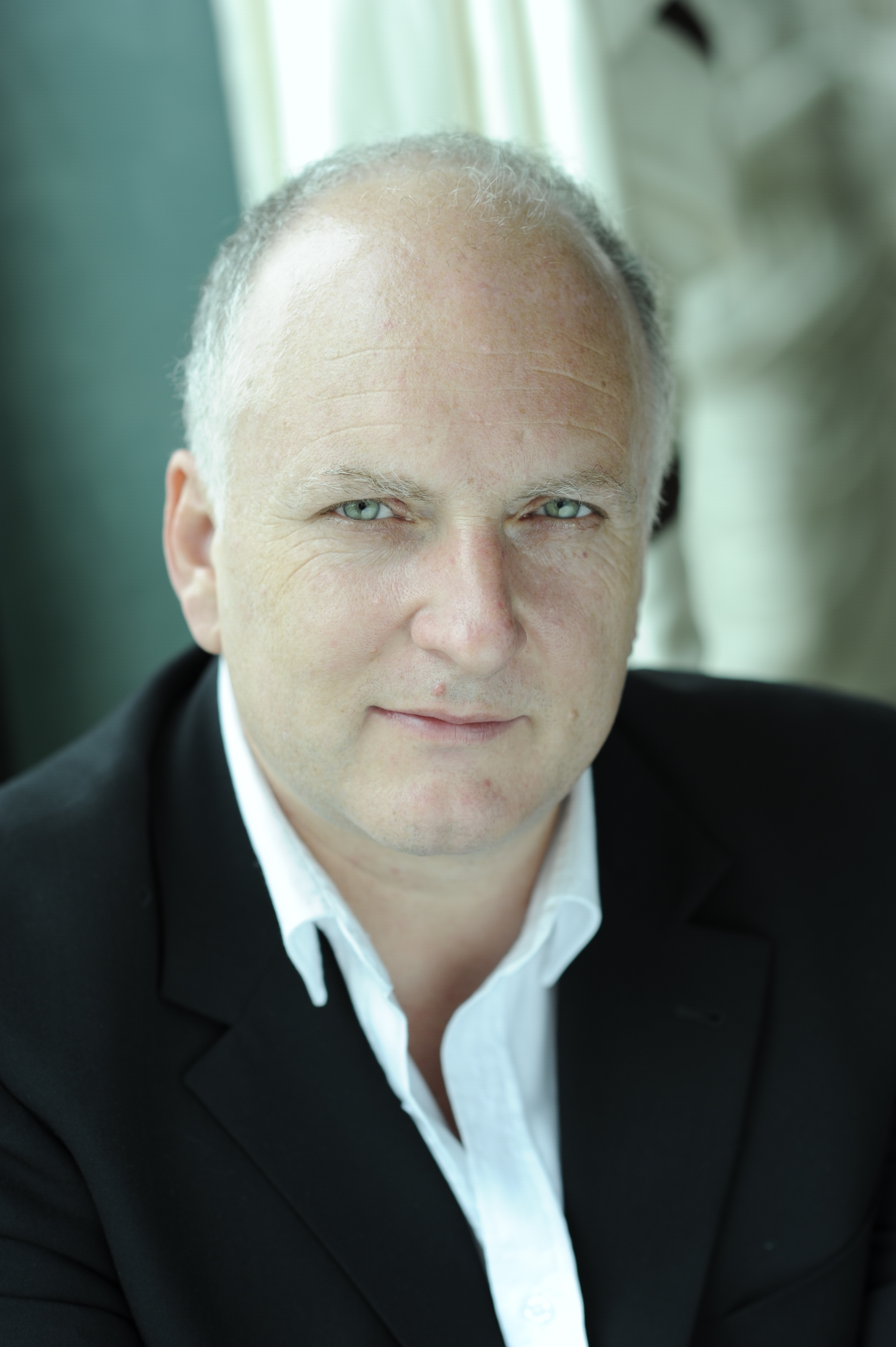
Heiko Börner, 2013

Heiko Börner  (* 24. September 1965) ist ein deutscher Opernsänger (Tenor).

## Leben
Börner besuchte nach der Grundschule in Brandoberndorf die Christian-Wirth-Schule in Usingen und machte 1985 das Abitur. Nach einer Ausbildung in der Sozialversicherung und einem Studium der Betriebswirtschaftslehre an der Universität Gießen und der Fernuniversität in Hagen begann er eine private Gesangsausbildung und debütierte im Opernchor des Theaters Lübeck. Nach einem Wechsel in den Opernchor der Oper Frankfurt trat er sein erstes Engagement als Solist am Nordharzer Städtebundtheater in Halberstadt an. Von 2004 bis 2008 gehörte Heiko Börner zum Ensemble des Mainfrankentheaters in Würzburg; hier sang er im italienischen, französischen und deutschen Fach ein breites Repertoire, das sich seit seinem Einstieg in die freiberufliche Karriere 2008 zunehmend auf die Gestaltung von Partien des Heldentenorfachs konzentrierte. Zu seinem Repertoire zählen die Titelpartien in Richard Wagners Tristan und Isolde, Tannhäuser, Parsifal und Lohengrin, der Walther von Stolzing aus den Meistersingern, Erik im Fliegenden Holländer, Webers Max im Freischütz, Der Kaiser in Frau ohne Schatten und der Bacchus in Ariadne auf Naxos von Richard Strauss, Puccinis Cavaradossi in Tosca, Laca in Janáčeks Jenůfa und Albert Gregor in Die Sache Makropulos, Brittens Peter Grimes und die Titelpartie in Verdis Otello.
Heiko Börner gastierte unter anderem an den Theatern Bremen, Erfurt, Freiburg, Krefeld-Mönchengladbach, Lübeck, Staatstheater Nürnberg, Staatstheater Oldenburg, Staatstheater am Gärtnerplatz/München, Staatstheater Schwerin, Nationaltheater Weimar, Staatsoper Hannover, Oper Köln, Staatstheater Saarbrücken, Teatro Verdi Trieste, Teatro Petruzzelli Bari, Landestheater Linz und der Värmlandsoperan in Karlstad/Schweden.
Im Frühjahr 2016 debütierte er als Walther von Stolzing in Wagners Meistersingern von Nürnberg am Theater Erfurt und sang diese Partie in der Spielzeit 2016/2017 am Landestheater Detmold und am Nationaltheater Weimar. Die Spielzeit 2017/2018 umfasste unter anderem sein Debüt als Kaiser in Strauss’ Frau ohne Schatten am Landestheater Linz.
In Linz sang Heiko Börner 2018 seinen ersten Tristan, den er danach in den Folgejahren auch in Bern, an der Oper Köln, der Staatsoper Hannover und zuletzt in der Spielzeit 2021/22 an der Oper Halle gestaltete. In den Jahren 2022/23 war er erneut am Landestheater Linz zunächst als Parsifal und später als Stolzing zu erleben. Neben kurzfristigen Einspringern als Tristan in Saarbrücken, Kaiser in Nürnberg, Tannhäuser in Bari und Erik in Erfurt, stand eine Neuproduktion des Tannhäuser am Mecklenburgischen Staatstheater Schwerin auf dem Programm.
In der Spielzeit 2023/2024 ist Heiko Börner mit seinem Rollendebüt als Bacchus am Teatro Verdi in Triest, als Tannhäuser in der Wiederaufnahme in Schwerin und der Wiederaufnahme des Lohengrin an der Nationaloper Estlands in Tallinn zu erleben.
Er lebt im hessischen Hasselborn, ist mit der Sängerin Anja Kaesmacher verheiratet und hat zwei Söhne.

## Repertoire (Auswahl)

### Oper
- Britten, Death in Venice, Aschenbach
- Britten, Peter Grimes, Peter
- Janáček, Die Sache Makropulos, Albert Gregor (deutsch)
- Janáček, Jenůfa, Laca (deutsch)
- Mozart/Trojahn, La clemenza di Tito, Tito
- Puccini, Tosca, Cavaradossi
- Puccini, La Bohème, Rodolfo
- Schreker, Irrelohe, Graf Heinrich
- Strauss, Die Frau ohne Schatten, Der Kaiser
- Strauss, Ariadne auf Naxos, Bacchus
- Verdi, Otello, Otello
- Verdi, Rigoletto, Duca
- Wagner, Der fliegende Holländer, Erik
- Wagner, Die Walküre, Siegmund (konzertant)
- Wagner, Tannhäuser, Tannhäuser (beide Fassungen)
- Wagner, Lohengrin, Lohengrin
- Wagner, Die Meistersinger von Nürnberg, Walther von Stolzing
- Wagner, Parsifal, Parsifal
- Wagner, Tristan und Isolde, Tristan
- Weber, Der Freischütz, Max
- Zemlinsky, Der Zwerg, Der Zwerg[18]

### Operette
- Kálmán, Gräfin Mariza, Tassilo
- Lehár, Das Land des Lächelns, Sou Chong
- Strauss, Der Zigeunerbaron, Barinkay

### Konzert
- Beethoven, Christus am Ölberg
- Beethoven, 9. Sinfonie
- Mahler, Das Lied von der Erde und Das klagende Lied
- Mendelssohn: Elias und Die erste Walpurgisnacht
- Mozart: Requiem
- Verdi: Messa da Requiem

## Belege
1. ↑  Tod in Venedig Halberstadt. Abgerufen am 26. Januar 2016.
2. ↑  Lust versus Liebe - ein Gesellschaftskonflikt. In: Opernnetz - Zeitschrift. o-ton.online, abgerufen am 18. März 2024.
3. 1 2  Heiko Börner, auf operabase.com
4. ↑  Jenůfa. Abgerufen am 26. Januar 2016.
5. ↑  Peter Grimes. Archiviert vom Original (nicht mehr online verfügbar) am 26. Januar 2017; abgerufen am 26. Januar 2016.  Info: Der Archivlink wurde automatisch eingesetzt und noch nicht geprüft. Bitte prüfe Original- und Archivlink gemäß Anleitung und entferne dann diesen Hinweis.
6. ↑  Otello. omm.de, abgerufen am 26. Januar 2016.
7. ↑  Theater Erfurt. Archiviert vom Original (nicht mehr online verfügbar) am 26. Januar 2017; abgerufen am 26. Januar 2016.  Info: Der Archivlink wurde automatisch eingesetzt und noch nicht geprüft. Bitte prüfe Original- und Archivlink gemäß Anleitung und entferne dann diesen Hinweis.
8. ↑  Landestheater Detmold. Archiviert vom Original (nicht mehr online verfügbar) am 26. Januar 2017; abgerufen am 26. Januar 2016.
9. ↑  Heiko Börner bei Operabase (Engagements und Termine).
10. ↑  Homepage. heiko-boerner.de, abgerufen am 26. Januar 2016.
11. ↑  Kaiser in Frau ohne Schatten/Landestheater Linz. Abgerufen am 30. Mai 2017.
12. ↑  Tristan und Isolde. In: Bühnen Halle. Theater, Oper und Orchester GmbH Halle, archiviert vom Original (nicht mehr online verfügbar) am 30. Januar 2022; abgerufen am 30. Januar 2022.  Info: Der Archivlink wurde automatisch eingesetzt und noch nicht geprüft. Bitte prüfe Original- und Archivlink gemäß Anleitung und entferne dann diesen Hinweis.
13. ↑  Heiko Börner, auf landestheater-linz.at
14. ↑  Tannhäuser | 11-15 ottobre, auf fondazionepetruzzelli.it
15. ↑  Schwerins Tannhäuser im gender trouble, auf opera-online.com
16. ↑  Ariadne auf Naxos, auf teatroverdi-trieste.co
17. ↑  Lohengrin, auf opera.ee
18. ↑  Der Zwerg Zemlinsky. Abgerufen am 29. Januar 2016.

| Personendaten    | Personendaten                 |
| ---------------- | ----------------------------- |
| NAME             | Börner, Heiko                 |
| KURZBESCHREIBUNG | deutscher Opernsänger (Tenor) |
| GEBURTSDATUM     | 24. September 1965            |